# Carebara mayri
Carebara mayri är en myrart som först beskrevs av Auguste-Henri Forel 1901.  Carebara mayri ingår i släktet Carebara och familjen myror. Inga underarter finns listade.